# Mjöträsklommen
Mjöträsklommen är en sjö i Bodens kommun i Norrbotten och ingår i Råneälvens huvudavrinningsområde. Mjöträsklommen ligger i Råneälven Natura 2000-område.